# Chiesa dei Santi Pietro e Paolo e Sant'Imerio Vescovo
La chiesa dei Santi Pietro e Paolo e Sant'Imerio Vescovo è la parrocchiale di Offlaga, in provincia e diocesi di Brescia; fa parte del zona pastorale della Bassa Centrale.

## Storia
La primitiva chiesa di Offlaga dedicata a Sant'Imerio sorse tra i secoli XIII e XIV; la dedicazione è dovuta alla particolare devozione degli abitanti della zona al santo, perché proprio nel bresciano egli aveva compiuto un miracolo.
Verso il Quattrocento questa chiesetta venne eretta a parrocchiale, affrancandosi così dalla pieve di Manerbio; in quel periodo in paese sorgevano anche le chiese di Santa Maria e di San Pietro; nel 1410 la chiesa offlaghese è attestata con il titolo dei Santi Pietro, Imerio e Maria.
Tra la fine del Cinquecento e l'inizio del Seicento la parrocchiale venne riedificata, anche grazie ai fondi stanziati dalla famiglia Barbisoni; nel 1640 fu stabilita la dedicazione Natività di Maria Vergine e a San Pietro Apostolo e nel 1651 venne dotata dell'altare maggiore. 
Dalla relazione della visita pastorale del 1704 del vescovo 1704 Marco Dolfin si apprende che il beneficio ammontava a circa 100 scudi, che a servizio della cura d'anime v'erano il parroco e e altri cinque sacerdoti, che i fedeli erano 515 e che la parrocchiale, in cui erano collocati, oltre al maggiore, gli altari di San Carlo, della Beata Vergine Maria, di Sant'Antonio e di San Girolamo, aveva come filiali gli oratori della Beata Vergine, di San Rocco e dei Santi Faustino e Giovita.

Nel Settecento l'edificio fu oggetto di una completa ristrutturazione; nel 1735 venne realizzata le mensola dell'altare maggiore, nel 1737 si costruì l'altare laterale delle Sante Reliquie e nel 1740 l'altare di Sant'Imerio fu dotato della tribuna.
Nel 1747 venne posta la prima pietra del campanile, il quale fu ultimato l'anno seguente.
Nel 1820 l'organo fu interessato da un restauro condotto dal pralboinese Giobatta Acerbi, mentre nel 1880 venne costruito un nuovo organo, realizzato da Giovanni Tonoli.
Nel 1913 la chiesa fu consacrata dal vescovo di Brescia Giacinto Gaggia e nel 1930 l'organo fu interessato da un rinnovamento ad opera del cremasco Andrea Nicolini; il 14 aprile 1989, come stabilito dal Direttorio diocesano per le zone pastorali, la parrocchia, già inserita nel vicariato di Manerbio, entro la far parte della neo-costituita zona pastorale della Bassa Centrale.

## Descrizione

### Facciata
La facciata della chiesa, che è a capanna, è spartita da una cornice marcapiano in due registri, entrambi caratterizzati da fasciature laterali in leggero aggetto; nell'ordine inferiore è presente il portale d'ingresso architravato, mentre in quello superiore, che è coronato dal timpano dimforma triangolare sovrqratso da una croce di ferro, si apre una trifora.

### Interno
L'interno si compone di una sola navata, sulla quale si affacciano le cappelle laterali e che è coperta dalla volta a botte, adornata da affreschi e caratterizzata da unghioni; al termine dell'aula si sviluppa il presbiterio, anch'esso voltato a botte, rialzato di alcuni gradini e ospitante le cantorie, su una delle quali è posizionato l'organo.